# Helograpsus
Helograpsus is een geslacht van kreeftachtigen uit de klasse van de Malacostraca (hogere kreeftachtigen).

## Soort
- Helograpsus haswellianus (Whitelegge, 1899)